# Liste des unités urbaines de La Réunion
La liste des unités urbaines de La Réunion compte, dans le zonage de l'Insee de 2020, un total de quinze unités urbaines, parmi lesquelles dix sont composées d'une seule commune (monocommunale) et cinq composées de plusieurs communes.

## Liste complète
Les unités urbaines sont classées selon leur cose Insee :
| Code  | Unité urbaine           | Nombre de communes | Population totale 2022 | Ville-centre            |
| ----- | ----------------------- | ------------------ | ---------------------- | ----------------------- |
| 9D201 | Cilaos                  | 1                  | 5 215                  | Cilaos                  |
| 9D202 | Sainte-Rose             | 1                  | 6 450                  | Sainte-Rose             |
| 9D203 | La Plaine-des-Palmistes | 1                  | 6 920                  | La Plaine-des-Palmistes |
| 9D204 | Les Trois-Bassins       | 1                  | 7 113                  | Les Trois-Bassins       |
| 9D301 | Bras-Panon              | 1                  | 13 131                 | Bras-Panon              |
| 9D401 | Sainte-Suzanne          | 1                  | 24 855                 | Sainte-Suzanne          |
| 9D402 | L'Étang-Salé            | 2                  | 25 774                 | L'Étang-Salé            |
| 9D403 | Saint-Leu               | 1                  | 35 597                 | Saint-Leu               |
| 9D404 | Saint-Benoît            | 1                  | 37 585                 | Saint-Benoît            |
| 9D405 | Saint-Joseph            | 2                  | 51 912                 | Saint-Joseph            |
| 9D501 | Saint-Louis             | 1                  | 54 478                 | Saint-Louis             |
| 9D502 | Saint-André             | 1                  | 57 546                 | Saint-André             |
| 9D601 | Saint-Pierre            | 3                  | 174 333                | Saint-Pierre            |
| 9D602 | Saint-Paul              | 3                  | 176 280                | Saint-Paul              |
| 9D603 | Saint-Denis             | 2                  | 191 733                | Saint-Denis             |

## Annexe